# Anthropologie marxiste
L'Anthropologie marxiste, dite aussi « anthropologie de la libération », adopte une perspective de libération du genre humain.
C'est un courant de pensée en anthropologie dont les principaux représentants sont Claude Meillassoux et Maurice Godelier.
Ce mouvement scientifique fut très vigoureux dans les années 1960 et 70. Son intérêt s'est essentiellement porté sur l'anthropologie économique; les questions des modes de production, de l'esclavage, du traitement des femmes et de la reproduction ou encore la place de l'économie dans les sociétés.
Plus largement, l'anthropologie marxiste peut également désigner l'ensemble des énoncés et des travaux théoriques de Marx et des marxistes qui portent sur l'homme.

## Anthropologues représentant ce courant
- Jean Copans
- Maurice Godelier
- Claude Meillassoux
- Pierre Philippe Rey
- Emmanuel Terray